# Luca de la Torre
Luca Daniel de la Torre (sinh ngày 23 tháng 5 năm 1998) là cầu thủ bóng đá người Hoa Kỳ ở vị trí tiền vệ cho Heracles Almelo ở giải Eredivisie.

## Sự nghiệp
Luca de la Torre thi đấu cho Fulham vào ngày 9 tháng 8 năm 2016 ở giải EFL Cup trước Leyton Orient. Anh được vào sân và thi đấu ở phút 88 trong trận thắng của Fulham 3–2.

## Thống kê sự nghiệp
Tính đến ngày 7 tháng 3 năm 2021
| Câu lạc bộ      | Mùa            | Giải quốc nội  | Giải quốc nội | Giải quốc nội | Cúp quốc gia | Cúp quốc gia | League Cup | League Cup | Châu lục | Châu lục | Tổng | Tổng  |
| Câu lạc bộ      | Mùa            | Hạng           | Trận          | Bàn           | Apps         | Goals        | Apps       | Goals      | Apps     | Goals    | Apps | Goals |
| --------------- | -------------- | -------------- | ------------- | ------------- | ------------ | ------------ | ---------- | ---------- | -------- | -------- | ---- | ----- |
| Fulham          | 2016–17        | Championship   | 0             | 0             | 0            | 0            | 3          | 0          | —        | —        | 3    | 0     |
| Fulham          | 2017–18        | Championship   | 5             | 0             | 0            | 0            | 0          | 0          | —        | —        | 5    | 0     |
| Fulham          | 2018–19        | Premier League | 0             | 0             | 0            | 0            | 2          | 1          | —        | —        | 2    | 1     |
| Fulham          | 2019–20        | Championship   | 2             | 0             | 1            | 0            | 1          | 0          | —        | —        | 4    | 0     |
| Fulham          | Tổng           | Tổng           | 7             | 0             | 1            | 0            | 6          | 1          | 0        | 0        | 14   | 1     |
| Heracles Almelo | 2020–21        | Eredivisie     | 23            | 1             | 1            | 0            | 0          | 0          | —        | —        | 24   | 1     |
| Tổng sự nghiệp  | Tổng sự nghiệp | Tổng sự nghiệp | 30            | 1             | 2            | 0            | 6          | 1          | 0        | 0        | 38   | 2     |